# Eclipse (cheval)
Pour les articles homonymes, voir Éclipse (homonymie).
Eclipse (né le 1er avril 1764, mort le 26 février 1789) est un cheval de course britannique, descendant de Godolphin Arabian et de Regulus, qui reste invaincu toute sa carrière.
Il naît le 1er avril 1764 au cours d'une éclipse solaire, d'où son nom. Son lieu de naissance est inconnu, mais se trouve probablement dans les écuries du prince Guillaume Auguste, duc de Cumberland à Windsor. Il est issu de Marske (né en 1750) et de Spiletta (née en 1750). À la mort du prince Guillaume en 1765, ce cheval est vendu pour 75 guinées à un éleveur de moutons de Smithfield, William Wildman.

## Carrière de courses
Eclipse commence sa carrière de course à l'âge de 5 ans, le 3 mai 1769, à Epsom Downs. On suppose que c'est à l'occasion de cette course que le capitaine Denis O'Kelly utilise une phrase restée célèbre au Royaume-Uni avant de parier sur la course : « Eclipse premier, et les autres nulle part » (« Eclipse first and the rest nowhere »). À cette époque, un cheval qui arrive à plus de 240 yards du premier était considéré comme étant « nulle part ». Eclipse remporta la course très loin devant les autres, ce qui permet au capitaine O'Kelly de gagner la moitié du cheval (d'autres sources disent qu'il achète la moitié du cheval pour 650 guinées). C'est John Oakley qui a la lourde charge de monter Eclipse, et c'est probablement le seul capable de canaliser le tempérament de ce cheval, qui a par ailleurs la particularité de courir avec le nez très près du sol. Eclipse remporte ses dix-huit courses en écrasant la concurrence.

## Reproduction
En 1771, Eclipse prend sa retraite sportive faute de concurrents, plus personne n'osant l'affronter. Il rentre alors au haras pour devenir étalon. Il engendre 344 poulains (le nombre varie entre 325 et 400 selon les rapports) dont certains chevaux célèbres comme Young Eclipse, Saltram, Volunteer, Sergeant, Potoooooooo, King Fergus, Mercury, Joe Andrews, Dungannon, Alexander, Don Quixote, et Pegasus. Des chercheurs de l'université de Vienne ont montré que quasiment tous les Pur-sangs du monde (donc aussi les Anglo-Arabes et les AQPS) sont des descendants d'Eclipse. 
Eclipse meurt de coliques le 26 février 1789, à l'âge de 24 ans. Son squelette se trouve désormais au Jockey Club Museum à Newmarket, bien qu'il soit difficile d'être certain que les os exposés soient bien les siens. Ses sabots sont conservés dans un encrier, mais là aussi, il semble y avoir tromperie, puisqu'il existe au moins cinq encriers. Des crins de sa queue ont été utilisés comme éléments de décoration.